# Atapalluni
De Atapalluni is een berg in Peru. De berg heeft een hoogte van 4.800 meter en maakt deel uit van het Andesgebergte.